# Noah Gray-Cabey
Noah Gray-Cabey, né le 16 novembre 1995 à Chicago, dans l’État de l’Illinois, aux États-Unis, est un acteur et pianiste américain, principalement connu pour avoir interprété le rôle de Franklin Aloyisious Mumford dans Ma famille d'abord.

## Biographie
Noah Gray-Cabey est né le 16 novembre 1995 à Chicago, fils de Shawn Cabey et de Whitney Gray. Il a grandi à Newry dans l'État du Maine. Il commence le piano à l'âge de quatre ans et joue en Nouvelle-Angleterre et à Washington, il part en Jamaïque pour sa première tournée avec le New England Symphonic Ensemble.
En juillet 2001, il continue en Australie et à l'âge de cinq ans, il devient le plus jeune soliste à avoir joué avec un orchestre à l'Opéra de Sydney[réf. nécessaire].
En décembre 2001, il commence une carrière télévisuelle avec des apparitions dans des shows tels que 48 Hours, The Tonight Show, Good Morning America ou encore The Oprah Winfrey Show.
Durant la troisième saison de la célèbre sitcom Ma famille d'abord, Noah Gray-Cabey rejoint la série dans le rôle de Franklin Aloyisious Mumford, un petit génie tombé amoureux de Kady, la fille cadette de la famille. Il apparaîtra dans de nombreux épisodes jusqu'à la fin de la série en 2005 faute d'audience.
En 2017, il rejoint le casting de la deuxième saison de la série télévisée Code Black en tant qu'Elliot Dixon, un résident de première année. Il continuera d'incarner son personnage lors de la troisième saison de la série[réf. nécessaire].
Noah Gray-Cabey habite actuellement[Quand ?] à Los Angeles avec ses parents, ses deux frères et sa sœur[réf. nécessaire].

## Filmographie
Télévision
- 2002-2005 : Ma famille d'abord (série télévisée, saison 3 à 5) : Franklin Aloyisious Mumford
- 2004 : Les Experts : Miami (série télévisée, saison 3, épisode 2) : Stevie Valdez
- 2005 : Grey's Anatomy (série télévisée, saison 2, épisode 19) : Shawn Beglight
- 2006 : Ghost Whisperer (série télévisée, saison 1, épisode 19) : Jameel Fisher
- 2006-2007 : Heroes (série télévisée, Saison 1 à 3) : Micah Sanders
- 2009 : Les Griffin (série télévisée d'animation, Saison 8, épisode 6) : voix
- 2010 : Les Experts (série télévisée, saison 10, épisode 15) : Steve Reppling
- 2015 : Heroes Reborn : Micah Sanders
- 2016 : Code Black (série télévisée, saisons 2 à 3) : Elliot Dixon
- 2019 : Pretty Little Liars: The Perfectionists : Mason (9 épisodes)
- 2021 : All American (série télévisée, saison 3) : Frausto

Cinéma
- 2006 : La Jeune Fille de l'eau de M. Night Shyamalan : Joel Dury
- 2010 : Pizza Man de Joe Eckardt : Noah Sanders

## Distinctions
Nominations
- 2004 : Young Artist Awards de la meilleure performance pour un jeune acteur de moins de 10 ans dans une série télévisée comique pour Ma famille d'abord (2001-2005).
- 2005 : Young Artist Awards de la meilleure performance pour un jeune acteur de moins de 10 ans dans une série télévisée comique pour Ma famille d'abord (2001-2005).
- 2007 : Young Artist Awards de la meilleure performance pour un jeune acteur de moins de 10 ans dans une série télévisée comique pour Ma famille d'abord (2001-2005).

Récompenses
- 2006 : Young Artist Awards de la meilleure performance pour un jeune acteur de moins de 10 ans dans une série télévisée comique pour Ma famille d'abord (2001-2005).
- TV Land Awards 2007 : Lauréat du Prix Future Classic dans une série télévisée dramatique pour Heroes (2006-2010) partagée avec Masi Oka, Leonard Roberts, Zachary Quinto, Santiago Cabrera, Jack Coleman, Tim Kring (Créateur/Producteur exécutif), Dennis Hammer (Producteur exécutif) et Allan Arkush (Producteur exécutif).
- 2007 : Young Artist Awards de la meilleure performance pour un jeune acteur de moins de 10 ans dans une série télévisée dramatique pour Heroes (2006-2010).